# Bajingjowo
Bajingjowo is een bestuurslaag in het regentschap Rembang van de provincie Midden-Java, Indonesië. Bajingjowo telt 2832 inwoners (volkstelling 2010).